# Решак, Карлес
Ка́рлес «Чарли» Реша́к-и-Серда́ (кат. Carles Rexach i Cerdà; 13 января 1947, Педральбес, Испания) — испанский футболист и футбольный тренер.

## Карьера игрока
Дебют Решака состоялся в 1965 году в Кубке Испании против «Расинга», где «Барселона» победила со счётом 4-0. Решак забил последний гол. В 1971 стал обладателем Трофея Пичичи вместе с игроком «Хетафе» Хосе Эулохио Гарате, забив 17 голов в 29 играх. В 1979 году в игре против «Фейеноорда» в Кубке обладателей кубков Решак оформил хет-трик.
В финале Кубка Испании против «Лас-Пальмаса» Карлес Решак стал главной звездой матча, он забил 2 гола, и в итоге «Барселона» одержала победу со счётом 3-1. Карлес Решак закончил карьеру футболиста в 1981 году. 1 сентября 1981 года состоялся дружеский матч против сборной Аргентины на «Камп Ноу». Решак провёл в «Барселоне» 22 года и затем стал скаутом клуба.
За сборную Испании сыграл 15 матчей и забил 2 гола. Участвовал в чемпионате мира 1978 года.

## Тренерская карьера
После завершения карьеры футболиста Решак присоединился к тренерскому составу «Барселоны Атлетик». В 1984 году он окончил курсы вместе с экс-игроками Барсы Антони Торессом, Хуаном Асенси и Хоакимом Рифе. В сезоне 1987/88 Решак был ассистентом тренера «Барселоны» Луиса Арагонеса, после смещения Арагонеса, стал главным тренером первой команды, но только до конца сезона. После прихода Йохана Кройфа Решак также остаётся ассистентом голландца. В сезоне 1990/91 Кройфу из-за проблем с сердцем приходится оперироваться, его заменяет Решак. С февраля 1991 года он руководит командой до конца сезона, и «Барселона» выигрывает чемпионат Испании. В эру «Dream team» Кройфа Решак остаётся помощником тренера до самой отставки Кройфа в 1996 году. Он снова занимает пост главного тренера. Следующим тренером становится Сэр Бобби Робсон. Решак становится скаутом клуба. Именно он нашёл звезду Аргентины Лионеля Месси, но в 1998 году он уезжает в Японию, где вместе с Хулио Салиносом и Йоном Гойкоэчеа тренирует «Иокогама Флюгелс». В 2001 году после увольнения с поста главного тренера Лоренса Феррера Решак вызывается в Испанию, где вновь тренирует «Барселону». Единственной задачей, поставленной перед ним, становится квалификация на следующий год в Лигу Чемпионов. До конца сезона оставалось 7 игр, и в итоге Решак вывел клуб на 4 место таблицы. Новый президент клуба Жоан Гаспар назначает Решака тренером на сезон 2001/02. Сезон получился неудачным. «Барселона» проигрывает клубам из низших дивизионов и проигрывает в финале Кубка Испании и Кубка Каталонии. В полуфинале Лиги Чемпионов «Барселона» проиграла мадридскому «Реалу» 1-3. Решак был уволен с поста тренера, и на его место был назначен Луи ван Гал. В 2003 году Решак покинул родной клуб.

## Статистика выступлений

### Клубная статистика
| Выступление      | Выступление      | Выступление      | Лига | Лига | Кубок страны | Кубок страны | Еврокубки | Еврокубки | Другие | Другие | Итого | Итого |
| Клуб             | Лига             | Сезон            | Игры | Голы | Игры         | Голы         | Игры      | Голы      | Игры   | Голы   | Игры  | Голы  |
| ---------------- | ---------------- | ---------------- | ---- | ---- | ------------ | ------------ | --------- | --------- | ------ | ------ | ----- | ----- |
| Кондал           | Сегунда          | 1965/66          | 22   | 3    | 0            | 0            | —         | —         | —      | —      | 22    | 3     |
| Кондал           | Итого            | Итого            | 22   | 3    | 0            | 0            | 0         | 0         | 0      | 0      | 22    | 3     |
| Барселона        | Примера          | 1964/65          | 0    | 0    | 2            | 1            | —         | —         | —      | —      | 2     | 1     |
| Барселона        | Примера          | 1965/66          | 0    | 0    | 3            | 1            | —         | —         | —      | —      | 3     | 1     |
| Барселона        | Примера          | 1966/67          | 0    | 0    | 0            | 0            | —         | —         | —      | —      | 0     | 0     |
| Барселона        | Примера          | 1967/68          | 22   | 6    | 2            | 1            | 1         | 0         | —      | —      | 25    | 7     |
| Барселона        | Примера          | 1968/69          | 14   | 2    | 2            | 1            | 5         | 1         | —      | —      | 21    | 4     |
| Барселона        | Примера          | 1969/70          | 26   | 7    | 6            | 1            | 5         | 2         | —      | —      | 37    | 10    |
| Барселона        | Примера          | 1970/71          | 29   | 17   | 9            | 3            | 4         | 2         | —      | —      | 42    | 22    |
| Барселона        | Примера          | 1971/72          | 26   | 5    | 4            | 1            | 5         | 0         | —      | —      | 35    | 6     |
| Барселона        | Примера          | 1972/73          | 27   | 7    | 3            | 0            | 2         | 0         | —      | —      | 32    | 7     |
| Барселона        | Примера          | 1973/74          | 28   | 9    | 7            | 1            | 0         | 0         | —      | —      | 35    | 10    |
| Барселона        | Примера          | 1974/75          | 31   | 6    | 1            | 0            | 7         | 4         | —      | —      | 39    | 10    |
| Барселона        | Примера          | 1975/76          | 32   | 6    | 6            | 2            | 8         | 5         | —      | —      | 46    | 13    |
| Барселона        | Примера          | 1976/77          | 14   | 0    | 0            | 0            | 5         | 1         | —      | —      | 19    | 1     |
| Барселона        | Примера          | 1977/78          | 22   | 9    | 6            | 5            | 7         | 4         | —      | —      | 35    | 18    |
| Барселона        | Примера          | 1978/79          | 24   | 4    | 1            | 0            | 7         | 2         | —      | —      | 32    | 6     |
| Барселона        | Примера          | 1979/80          | 24   | 3    | 2            | 0            | 5         | 3         | —      | —      | 31    | 6     |
| Барселона        | Примера          | 1980/81          | 9    | 0    | 4            | 0            | 2         | 1         | —      | —      | 15    | 1     |
| Барселона        | Итого            | Итого            | 328  | 81   | 59           | 16           | 63        | 25        | 0      | 0      | 450   | 122   |
| Всего за карьеру | Всего за карьеру | Всего за карьеру | 350  | 83   | 59           | 16           | 63        | 25        | 0      | 0      | 472   | 124   |

## Достижения

### Командные
«Барселона»
- Обладатель Кубка Ярмарок (2): 1965/1966, 1971
- Обладатель Кубка Испании (4): 1967/68, 1970/71, 1977/78, 1980/81
- Чемпион Испании: 1973/1974
- Обладатель Кубка обладателей кубков УЕФА: 1978/1979

### Индивидуальные
- Обладатель Трофея Пичичи: 1970/1971

### В качестве тренера
- Чемпион Испании: 1990/1991